# Spadener Straße
Die Spadener Straße ist eine zentrale Erschließungs- und Durchgangsstraße in Bremerhaven, Stadtteil Lehe, Ortsteile Klushof und Schierholz. Sie führt in West-Ost-Richtung von der Karlsbader Straße, Torgauer Straße und Nordstraße bis zur Leher Straße in Spaden.
Die Querstraßen und die Anschlussstraßen wurden vielfach benannt nach Städten in Schlesien u. a. als Karlsbader Straße nach der Stadt in Böhmen, Torgauer Straße nach der Stadt in Sachsen, Nordstraße, Lange Straße nach dem für Lehe damals langen Weg, Pieperstraße (Annahme, dass Pfeifer oder Pieper dort gewohnt haben), Stresemannstraße nach dem Staatsmann Gustav Stresemann (1878–1929), unbenannte Straße, Blumenstraße, Schierholzweg nach dem Ortsteil und der Vorsilbe Schier für Scheiden (abscheiden) also Grenze, Dwarsweg nach dem germanischen thvert für verdreht oder quer zur Kielrichtung von Schiffen, Lotjeweg (?), Brieger Straße, Rybniker Straße, Königshütter Straße, Kattowitzer Straße, Muskauer Straße, Striegauer Straße, Myslowitzer Straße, Grottkauer Straße, Ratiborer Straße, Hultschiner Straße, unbenannter Weg, Gleiwitzer Straße, Im Wulfshören (?), Holzackerweg als Flurname, Bundesautobahn 27, unbenannter Weg und Leher Straße nach dem Stadtteil; ansonsten siehe beim Link zu den Straßen.

## Geschichte

### Name
Die Spadener Straße wurde benannt nach dem Nachbarort Spaden, der seit 1974 ein Ortsteil in der Gemeinde Schiffdorf im Landkreis Cuxhaven ist. Spaden wurde 1267 zum ersten Mal urkundlich erwähnt und wird aus dem altenglischen Wort spot, spoot oder spood hergeleitet, welches so viel wie Fleck, Platz oder Höhe bedeutet. Der Ort hatte 1913 rund 1000 und 2019 rund 4000 Einwohner.

### Entwicklung
Die Leher Ortsteile Klushof und Schierholz entwickelten sich westlich und östlich von Alt-Lehe seit dem späten 19. Jahrhundert, als nach der Gründung Bremerhavens Lehes Aufstieg vom Flecken zur Stadt (1920) begann. Auch das Dorf Spaden nahm an dieser Entwicklung teil. Aus der alten Wegeverbindung wurde eine Straße.

### Verkehr
1931 wurde Spaden über diese Straße mit einer Autobuslinie angebunden und von 1984 bis 1995 mit der Buslinie 8, die nach Bremerhaven-Stadtmitte führte.
Im Nahverkehr von BremerhavenBus wird die Straße durch die Linien 507, teilweise 508 (bis Lotjeweg) und das Anruflinientaxi 518 (bis Gleiwitzer Straße) durchfahren.

## Gebäude und Anlagen
Die Straße hat überwiegend eine ein bis viergeschossige sehr unterschiedliche Bebauung.
Erwähnenswerte Gebäude und Anlagen
- Lange Straße Nr. 25 Ecke Spadener Straße: 4-gesch. barockisierendes Wohnhaus aus den 1910er Jahren mit seitlichen Giebelrisalit und runder Eckausbildung
- Lange Straße Nr. 26 und 28 Ecke Spadener Straße: Zwei 2-gesch. Giebelhäuser von um 1900
- Nr. 34: 3-gesch. Wohnhaus von um 1920 mit Giebelerker
- Nr. 37 bis 41: Drei 3-gesch. Wohnhäuser von um 1910
- Nr. 46 und 48: Zwei 3-gesch. Wohnhäuser von um 1910
- Unterführung der Bahnstrecke Bremerhaven–Cuxhaven
- Nr. 50: 3-gesch. erhaltenes Wohnhaus den 1910er Jahren
- Nr. 45 und 60: Zwei 1-gesch. ältere Giebelhäuser von um 1900 (?)
- Nr. 74g: 1-gesch. Wohnhaus mit großem Zwerchgiebel
- Nr. 94: 2-gesch. Wohnhaus von um 1910 mit Mansarddach
- Nr. 128: 1-gesch. Gebäudeanlage mit Friedhofsverwaltung, Trauerhalle, Café und Blumenladen
- Nr. 130: 14,3 ha großer städtischer Friedhof Spadener Höhe von 1964 mit Krematorium von 1990 und dem Jüdischen Friedhof Spadener Höhe von 2014
- Tunnel unter der Bundesautobahn 27
- Landesgrenze und Brücke über den Markfleet, der südlich zur Geeste führt

Kunstobjekte, Gedenktafeln
- Stolpersteine für die Opfer des Nationalsozialismus gemäß der Liste der Stolpersteine in Bremerhaven:
  - Spadener Straße, Ecke Lotjeweg für Anna Golla (1918–1944, ermordet in Pfaffenhofen) und August Golla (1911–1941, ermordet in Pirna-Sonnenstein)